# Villa del Prado
Villa del Prado es un municipio español de la provincia y Comunidad de Madrid, que pertenece a la cuenca del Alberche, limita con la provincia de Toledo, y se encuentra situado a unos 60 km de Madrid. Obtuvo su independencia como municipio moderno en 1833.

## Geografía
El punto más bajo de la Comunidad de Madrid, con 430 metros, está en el término municipal de Villa del Prado, en el río Alberche.
| Noroeste: San Martín de Valdeiglesias | Norte: San Martín de Valdeiglesias   | Noreste: Aldea del Fresno                |
| Oeste: Almorox (Toledo)               |                                      | Este: Aldea del Fresno                   |
| Suroeste: Almorox (Toledo)            | Sur: Santa Cruz del Retamar (Toledo) | Sureste: Santa Cruz del Retamar (Toledo) |

## Historia
Los cronistas hablan de los inicios de Villa del Prado en torno al castillo del Alhamín, de origen árabe. Jaime Oliver Asín cita este castillo y lo considera con carácter de «ribat» (fortaleza), a semejanza de la de Mâzrit (Madrid), y de él dice: «...AI-fahmin... sobre el Alberche, cerca de Maqueda...». Es decir, que formaba parte de la red de fortalezas que defendían la zona de tierra de nadie entre el territorio cristiano y el islámico. En torno a la fortaleza del Alhamín se asentaría una pequeña población, que fue el núcleo primitivo de Villa del Prado. 
En 1078 la zona fue conquistada por Alfonso VI, a la vez que Talavera, Toledo y Madrid, convirtiéndose en tierra de repoblación que pronto fue cedida al arzobispado de Toledo. La feracidad de los terrenos y la existencia de pastos (prados) para alimentar al ganado atraen a gentes del norte de la península, que se establecen al amparo de la fortaleza. Con los años, la riqueza agrícola de las tierras planteó problemas de delimitación de lindes entre las poblaciones limítrofes, e incluso de jurisdicción entre el arzobispado de Toledo y el poder real en tiempos de Pedro I. Esas mismas circunstancias aceleraron el crecimiento demográfico y el desarrollo urbano, que se configuró en el sentido de norte a sur, teniendo como punto de encuentro la plaza mayor.
La persistencia de los problemas jurisdiccionales hizo que, en 1436, Álvaro de Luna comprase al Arzobispado de Toledo la jurisdicción del Alhamín, que comprendía los lugares de Alhamín, Méntrida y el Prado, nombre primitivo de Villa del Prado, de los cuales el último era el más importante desde el punto de vista de la población asentada. Un vestigio de la presencia de Álvaro de Luna en la villa son los restos de la antigua portada de su palacio en la plaza del Palacio. 
El señorío de los Luna pasó a la familia Mendoza al ser heredado por la hija del condestable, casada con Iñigo López de Mendoza. El hijo de ambos, Diego Hurtado de Mendoza, II duque del Infantado, dio al Prado el privilegio de villazgo, evitando así que sus habitantes tuvieran que desplazarse al Alhamín para resolver sus pleitos y asuntos particulares. Por entonces, la villa experimentó un importante crecimiento económico gracias a nuevas concesiones de terreno y dehesas. Salvo en algún corto periodo, en que por diversas circunstancias pasó a otras manos, Villa del Prado perteneció al señorío de los Mendoza hasta que las Cortes de Cádiz liquidaron el régimen señorial en el siglo XIX. 
El siglo XVII fue, en general, un periodo de auge económico gracias al florecimiento de la agricultura y de la ganadería; además, se instaló en la zona una industria de curtidos. Ello influyó en la calidad de la arquitectura, en la que abundaban las casas blasonadas que daban a la población un aspecto más cercano a lo urbano que a lo rural. Pero el siglo se despedirá con una crisis económica que será generalizada en el país. Esta coyuntura adversa se extenderá al siglo XVIII, viéndose agravada por los pleitos entre el Ducado y la Corona y por sucesivas sequías y epidemias. 

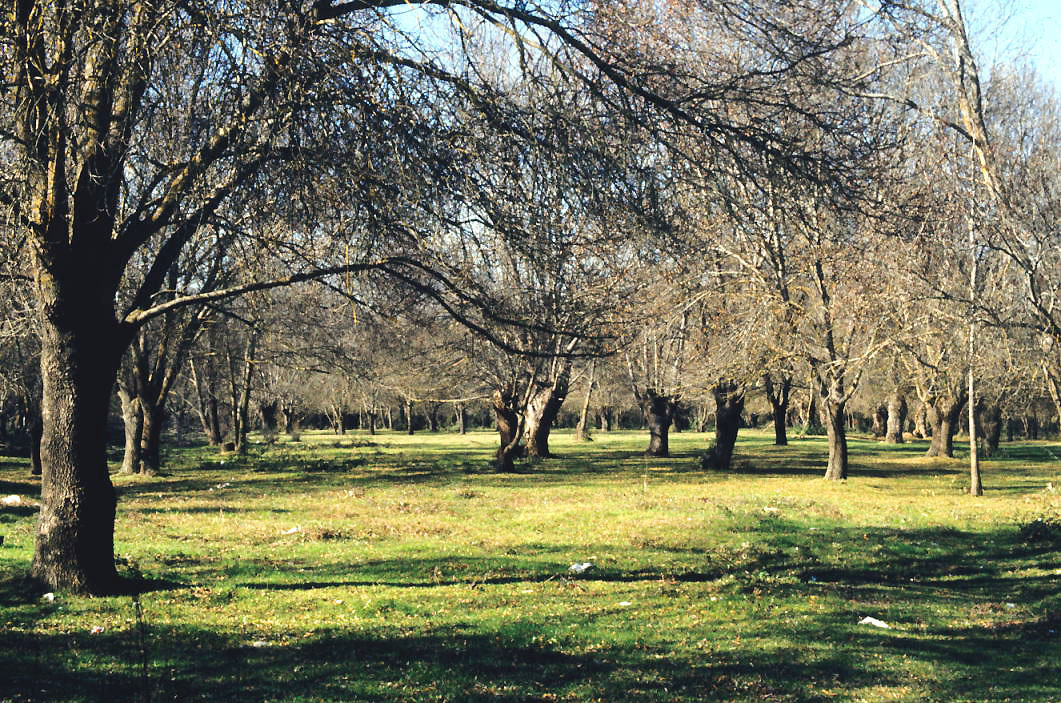
Fresneda con pasto en La Poveda (1979).

Los turbulentos inicios del siglo XIX no mejoraron la situación. Villa del Prado se vio involucrada directamente en la guerra de la Independencia, al ser ocupada por las tropas francesas, y en la I guerra carlista, cuando los montes de los alrededores sirvieron de refugio a los partidarios de Don Carlos. Ello provocó que en 1838 se produjera el saqueo e incendio de una buena parte de las casas. A estos acontecimientos siguieron, en la segunda mitad del siglo, una sucesión de epidemias que diezmaron la población. En el siglo XX, El Alamín pasó al marquesado de Comillas, que construyó un poblado, en 1957, con cuarenta casas para sus aparceros, hoy en día abandonado y vandalizado. No será hasta el último tercio del siglo cuando comience un paulatino crecimiento demográfico, que se mantendrá, en términos generales, a lo largo de todo el siglo XX.

## Demografía
Cuenta con una población de 7437 habitantes (INE 2024).
| Gráfica de evolución demográfica de Villa del Prado entre 1842 y 2021 |
| |
| Población de derecho según los censos de población del INE Población de hecho según los censos de población del INEEn este censo se denominaba Prado, El: 1842 En estos censos se denominaba Villa el Prado: 1860 y 1877 |

| 1986 | 1990 | 1995 | 2000 | 2005 | 2006 | 2007 | 2008 | 2009 | 2010 | 2011 | 2012 | 2013 | 2014 | 2015 | 2016 | 2017 | 2018 | 2019 |
| 2932 | 3287 | 3702 | 3932 | 5450 | 5788 | 5807 | 6182 | 6368 | 6462 | 6456 | 6495 | 6502 | 6506 | 6414 | 6295 | 6337 | 6456 | 6520 |

## Comunicaciones

### Por carretera
A Villa del Prado se llega por la carretera M-507.

### Autobús
La empresa de autobuses Interbus es la que gestiona el enlace por carretera con Madrid, Navalcarnero y Móstoles, prestando servicios con una frecuencia de veinte-treinta minutos en los días laborables. Algunas circulaciones pasan por el Hospital Virgen de la Poveda. El viaje dura una hora y cuarto aproximadamente.
| Línea | Recorrido                                               |
| ----- | ------------------------------------------------------- |
| 547   | Madrid (Príncipe Pío) - Villa del Prado - Aldea en Cabo |

Hay en la localidad una estación de autobuses ubicada en la avenida Juan Carlos I.

### Taxi
Asimismo, hay servicio de taxi (distintivo: franja verde diagonal en la puerta delantera).

### Antiguo tren
Existió una línea férrea entre Madrid y Almorox que pasaba por Villa del Prado, gestionada por FEVE; el servicio, de vía estrecha, desapareció a comienzos de la década de los años 70. Aún quedan algunas calles que recuerdan esta circunstancia, como las denominadas Ferrocarril o FEVE.

## Economía
En los últimos años ha primado la actividad agrícola, con cultivos de vid, olivar y huertas. Casi un 48% del término municipal es superficie labrada y, en los últimos años, se ha extendido el uso de invernaderos, como alternativa más viable económicamente, dotados de alta tecnología y gran producción por lo que es llamada "la huerta de Madrid". La industria más desarrollada es la vinícola. 
El paro registrado para el año 2015 es ligeramente inferior al de 2014, con una población total parada de 629 habitantes. 

## Servicios
Dotado de piscina municipal, polideportivos cubiertos, campo de fútbol y canchas varias. También tiene una biblioteca municipal, casa de cultura, escuela de música, residencia de día y de ancianos, polígono industrial, albergue rural, centro de salud y el Hospital Virgen de la Poveda.

### Educación
Villa del Prado cuenta con los siguientes centros docentes:
- Escuela Infantil pública "La liebre y la tortuga".
- CEIP Nuestra Señora de la Poveda.
- IES Maestro Juan María Leonet, dedicado a quien durante muchos años fue maestro en la localidad, el guipuzcoano Juan María Leonet Zabala.

Cuenta también con una escuela municipal de música y danza, de la que se nutre la banda de música local. Además, hay otras sociedades recreativas y deportivas para el fomento de actividades culturales y de recreo.

## Patrimonio
Su riqueza histórica se refleja en su patrimonio histórico-artístico. Villa del Prado cuenta con tres ermitas: la de Santa Lucía, la del Cristo, que es la más antigua, y la de la Poveda, esta última del siglo XVII y la más interesante desde el punto de vista artístico. También el edificio del Ayuntamiento data del siglo XVII y el interesante conjunto urbanístico refleja la tipología de la arquitectura popular castellana. 
Iglesia parroquial

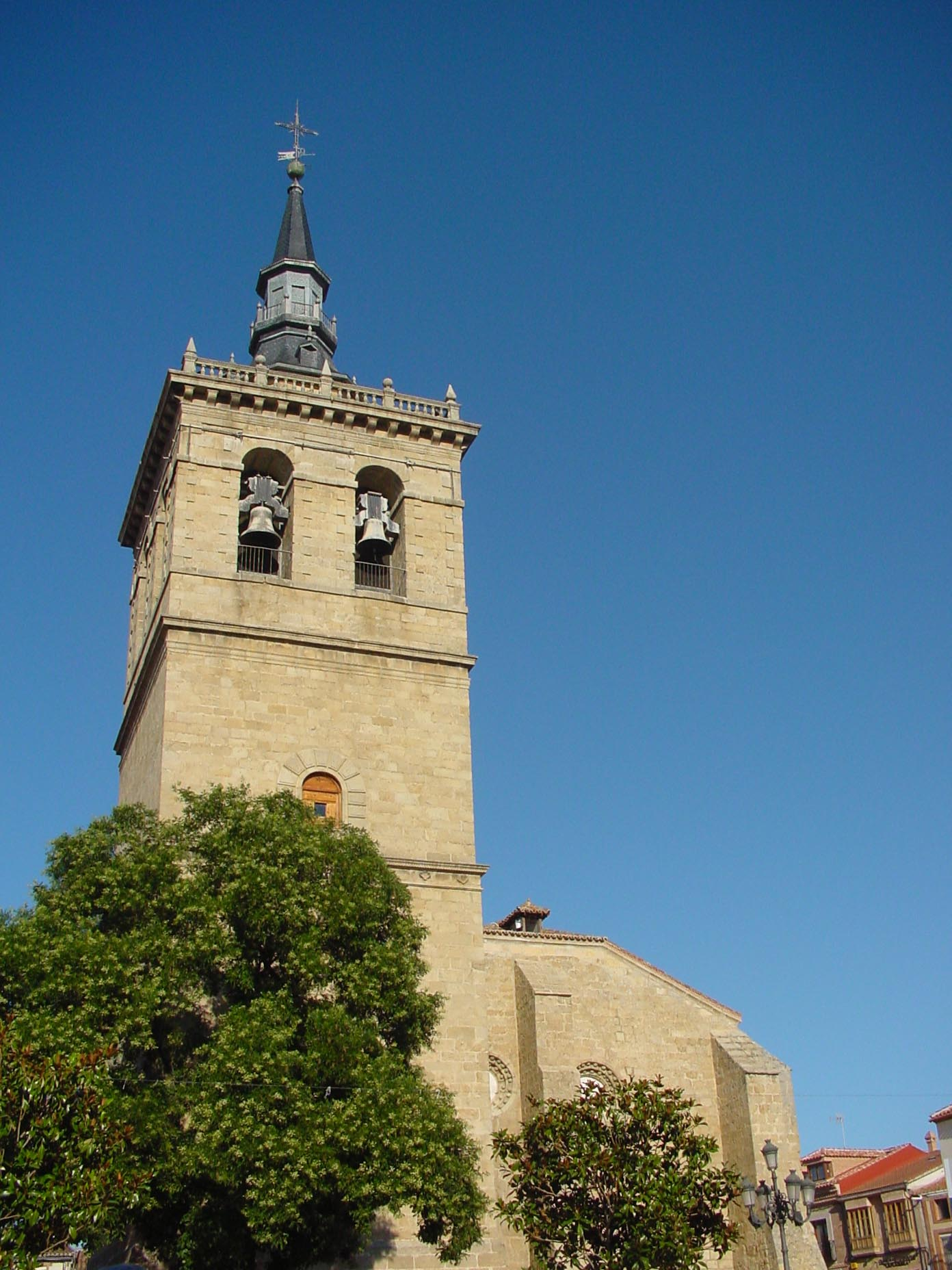
Iglesia de Santiago Apóstol

La iglesia gótica de Santiago Apóstol, construida entre los siglos XV y XVI, alcanza en 1980 la declaración de Bien de Interés Cultural (BIC) al ser considerada como uno de los elementos destacados del patrimonio histórico-artístico madrileño. Edificio de mampostería concertada de granito en el que destaca entre otros elementos la Torre del Campanario, intervinieron en su construcción Hernán González de Lara, Maestro Mayor de la Catedral de Toledo y Pedro de Tolosa, aparejador de cantería del Monasterio de El Escorial.
Atendiendo tanto al estado de deterioro en que se encuentra la iglesia como a los signos inequívocos de elementos de relevante interés, en 1990 se da inicio a una primera fase de los trabajos de restauración, que se destinan a corregir los problemas de cimentación que habían ocasionado el resquebrajamiento de los muros, mediante la demolición de contrafuertes de hormigón, realce de muros y reparación de entarimados.
En 1994 se inicia una segunda fase, destinada a la restauración en las cubiertas, la Torre de Tolosa, la Torre de la Espadaña y los muros exteriores.
La tercera y última fase de los trabajos se destina ya a la restauración del interior. Los trabajos iniciales ponen al descubierto en las bóvedas, nave central, ábside y muros del sotocoro elementos histórico-artísticos desconocidos y cubiertos por los diferentes encalados de la iglesia en el siglo XIX. 
Los frescos con motivos sacros y civiles, la yesería gótica tras en retablo mayor, las pinturas de dragones en los nervios de las bóvedas o los restos históricos como las bulas papales de los siglos XV y XVI, en perfecto estado de conservación, son algunos de los hallazgos más destacados, que en la mayoría de los casos constituyen ejemplos únicos en el patrimonio histórico-artístico madrileño.
- Ermita del Cristo de la Sangre. Es una ermita pequeña situada al norte de la localidad. Sirve de punto de encuentro para algunas procesiones, forma parte del Vía Crucis.
- Ermita de la Poveda: Barroca, siglo XVII. Exterior: portadas barrocas. Interior: tres retablos barrocos con imaginaría y pinturas al óleo. Imagen de la patrona del pueblo.
- Ermita de Santa Lucía: barroco, siglo XVII. Hemibóveda de ladrillo. Imaginería barroca.
- Casa consistorial: castellana, siglo XVII.
- Arquitectura popular con casas blasonadas y adinteladas de los siglos XVII y XVIII.
- Fuentes de Los Caños (1862), de Picañejo y de La Reguera.
- Monumento a la agricultura (1975).
- Puente de Canto (Ruinas, Edad Media).
- Portada del palacio de Álvaro de Luna (siglo XV).
- Ruta Verde lineal por la vía abandonada del tren.
- Parque natural municipal del Gurugú.
- Restos del antiguo Pub Mill,s Boys o Grazzia, famoso a finales del siglo pasado por sus fiestas.

## Cultura

### Festividades
Las fiestas patronales son durante el 7 al 13 de septiembre. Se producen en honor de Nª S.ª de La Poveda. El día 7 de noche se produce "La Pólvora" y Descenso de la Imagen de la Virgen desde la torre de la iglesia, y el día 8 se da una romería a la ermita de la Virgen de la Poveda, en el río Alberche. A partir del 9 hasta el 12 de septiembre hay encierros y toros. Durante la semana de fiestas se reúnen grupos de personas y forman las Peñas; algunas de ellas tienen más de 30 años, y son frecuentes las peñas de jóvenes.
En Semana Santa se desarrollan procesiones varias con imaginería de los siglos XVII y XVIII.
El lunes de Pascua es el día de la Caridad. Hay una Romería en la que se hace una Misa en su emita y se reparte pan bendecido con la imagen de Nuestra Señora de la Poveda entre toda la gente que acude.
También se hacen castillos humanos, que pasan varias veces entre las dos entradas que tiene la ermita en honor a Nuestra Señora.

### Gastronomía
Costumbres: Empanadas y tortas de Semana Santa, en bollería sobre todo los muy famosos retorcidos y las demasiado ricas torrijas, Cubas de vino añejo de regalo a los recién nacidos.

### Deportes
El fútbol está representado en la localidad por el Club Deportivo Villa del Prado, que viste de azul al completo, inscrito en la Federación Castellana de Fútbol en 1971. El club ha militado siempre en categorías regionales (en los años 90 alcanzó la Primera Regional Madrileña). Juega sus partidos en el polideportivo Alcalde Carlos González Redondo (hierba artificial).
Existen otras asociaciones como la Unión Ciclista y otras dedicadas a otros deportes como el patinaje, la natación o la gimnasia rítmica.

## Administración y política

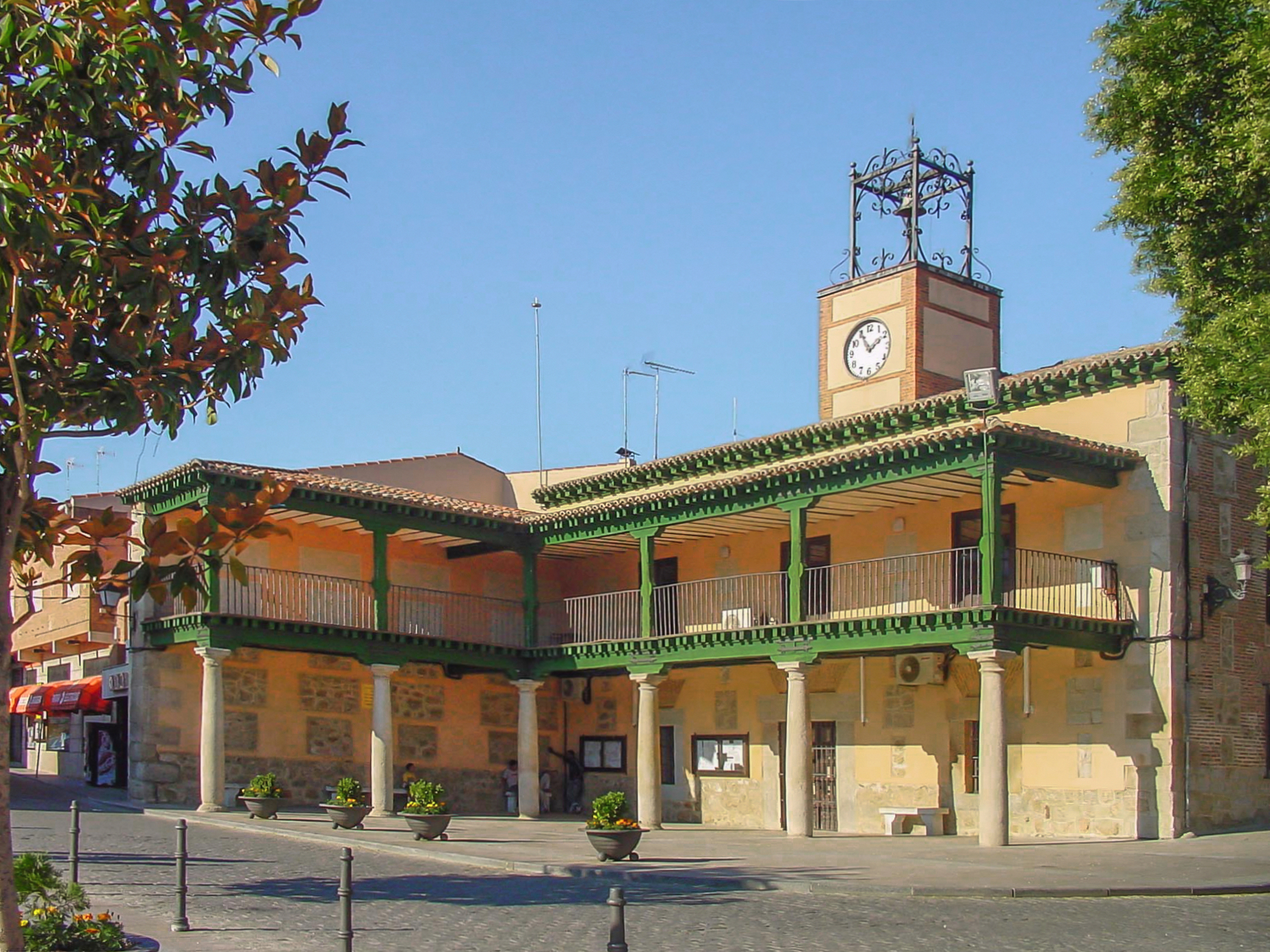
Ayuntamiento de Villa del Prado

### Alcaldes desde la democracia
| Lista de alcaldes |                            |                                          |
| Años              | Nombre                     | Partido Político                         |
| 1979-1983         | José Luis Perlado Vizcaíno | Unión de Centro Democrático (UCD)        |
| 1983-1987         | Carlos González Redondo    | Coalición Popular (CP)                   |
| 1987-1991         | Carlos González Redondo    | Alianza Popular (AP)                     |
| 1991-1995         | Carlos González Redondo    | Partido Popular (PP)                     |
| 1995-1999         | Carlos González Redondo    | Partido Popular (PP)                     |
| 1999-2003         | Carlos González Redondo    | Partido Popular (PP)                     |
| 2003-2007         | Carlos González Redondo    | Partido Popular (PP)                     |
| 2007-2011         | Belén Rodríguez Palomino   | Partido Popular (PP)                     |
| 2011-2015         | Belén Rodríguez Palomino   | Partido Popular (PP)                     |
| 2015-2019         | Belén Rodríguez Palomino   | Partido Popular (PP)                     |
| 2019-2023         | Héctor Ortega Otero        | Partido Socialista Obrero Español (PSOE) |
| 2023-2027         | Belén Rodríguez Palomino   | Partido Popular (PP)                     |